# 1490
Năm 1490 là một nămg thường bắt đầu vào ngày Thứ Bảy trong lịc
h Julius.

## Sự kiện
- 19 tháng 12 - Anne xứ Bretagne là kết hôn với Maximilian I, Hoàng đế La Mã Thần thánh.
- Tirant Lo Blanc của Joanot Martorell và Martí Joan De Galba được công bố.
- Yoshitane trở thành Ashikaga shogun của Nhật Bản.
- Charles John Amadeus của Savoy trở thành Công tước của Savoy lúc 1 tuổi; bà mẹ Blanche Montferrato làm nhiếp chính.
- Aldus Manutius di chuyển đến Venice.
- John Colet MA của ông nhận được từ Magdalen College, Oxford.
- Pedro de Covilham đến Ethiopia.
- Công giáo truyền giáo đến Kongo.
- Nhà buôn mang cà phê từ Yemen đến Mecca, Arabia.

## Sinh
- 17 tháng 2 - Charles III, Công tước của Bourbon, Constable của Pháp (mất 1527)
- 24 tháng 3 - Georg Agricola, học giả, nhà khoa học Đức (mất 1555)
- Tháng 4 - Vittoria Colonna, nhà thơ người Ý (mất 1547)
- 16 tháng 5 - Duke Albert Phổ (mất 1568)
- 28 tháng 6 - Albert của Mainz, Đức đại cử tri và tổng giám mục (mất 1545)
- Tháng 10 - Olaus Magnus, nhà văn Thụy Điển (mất 1557)
- 12 tháng 10 - Bernardo Pisano, nhà soạn nhạc người Ý (mất 1548)
- 10 tháng 11 - John III, Công tước xứ Cleves (mất 1539)
- Ngày chưa biết:
  - Douglas Archibald, Bá tước thứ sáu của Angus (mất 1556)
  - Luca Ghini, bác sĩ và nhà thực vật học người Ý (mất 1566)
  - Jean Salmon Macrin, nhà thơ người Pháp (mất 1557)
  - Kaspar Schwenkfeld von Ossig, nhà thần học Đức (mất 1561)
- Có thể xảy ra:
  - Wijerd Jelckama, phiến quân và lãnh chúa Frisia (mất 1523)
  - Adriaen Isenbrant, Flemish họa sĩ (mất 1551)
  - Richard Rich, 1st Baron Rich, Chúa tướng của Anh (mất 1567)
  - John Taverner, và organ soạn nhạc người Anh (mất 1545)
  - Maria De Salinas, Lady Willoughby Tây Ban Nha Lady trong chờ đợi và bạn bè Để Queen Catherine of Aragon

## Mất
- 27 tháng 1 - Ashikaga Yoshimasa, shogun Nhật Bản (sinh 1435)
- 6 tháng 3 - Ivan trẻ, người cai trị của Tver (sinh 1458)
- 13 tháng 3 - Charles I của Savoy (sinh 1468)
- 6 tháng 4 - Vua Matthias Corvinus của Hungary (sinh 1443)
- 12 tháng 5 - Joana, Thái tử Bồ Đào Nha (sinh 1452)
- 22 tháng 5 - Grey Edmund, Bá tước thứ nhất Kent (sinh 1416)
- 11 tháng 8 - Frans van Brederode, lãnh đạo phiến quân Hà Lan (sinh 1465)
- 1 tháng 9 - Beatrix da Silva, nữ tu Dominica
- Ngày chưa biết:
  - Martí Joan de Galba, tiểu thuyết gia người Catalan